# Isola di Bowen
L'isola di Bowen è un'isola della Baia di Howe, nella Columbia Britannica (Canada), facente parte del Greater Vancouver Regional District (GVRD).
Ha approssimativamente una larghezza di 6 km, una lunghezza di 12 km e dista dal continente 2 km nel punto più vicino. Più di 3 500 persone vi risiedono (secondo i dati del censimento del 2007), ai quali si aggiungono nel periodo estivo circa 1 500 visitatori. Circa 500 lavoratori e più di 200 studenti si spostano quotidianamente nel continente. La superficie terrestre dell'isola è di 49,94 km².

## Storia
L'isola di Bowen era nota alle popolazioni native: in particolare, essa era meta, in zone come Snug Cove, di escursioni di caccia e di raccolta degli Squamish. Quando gli esploratori spagnoli giunsero sulla costa ovest del Canada, diedero nuovi nomi a molte delle località presenti in quello che oggi è conosciuto come lo Stretto di Georgia. L'isola di Bowen fu chiamata Isla de Apodaca (in onore della città messicana di Apodaca) dal capitano spagnolo José María Narváez nel luglio del 1791.
Nel 1860 il capitano George Henry Richards rinominò l'isola in onore al retroammiraglio James Bowen, comandante della "HMS Queen Charlotte". Bowen restò un'area naturale selvaggia fino al 1871 quando i colonizzatori iniziarono a costruire abitazioni ed avviarono una fabbrica di mattoni, che rifornì anche la vicina città di Vancouver, in forte espansione. Nel corso degli anni, l'industria locale ha operato in svariati settori, tra cui la produzione di esplosivi, di legname e mineraria, ma mai nel settore metalmeccanico.
Nella prima metà del XX secolo, la vita sull'isola di Bowen fu dominata dalla Union Steamship Company che vi aprì un resort presso Snug Cove, poi chiuso negli anni sessanta. Negli anni '40 e '50, una colonia di artisti presente sull'isola, chiamata Lieben, ospitò molti celebri autori, artisti ed intellettuali canadesi, come ad esempio Alice Munro e Malcolm Lowry, che vi terminò il suo ultimo libro, Il traghetto per Gabriola. Oggi l'isola è riconosciuta come uno dei siti storici nazionali del Canada.
Negli anni '80, le pressioni esercitate dal settore immobiliare a Vancouver accelerarono la crescita di Bowen ed attualmente l'economia locale è in gran parte dipendente dai pendolari che lavorano nel continente nel metro Vancouver. Prima di divenire un municipio autonomo, l'isola di Bowen era parte del Sunshine Coast Regional District.

## Società

### Etnie e minoranze straniere
La popolazione indigena dell'isola è conosciuta con il nome di Sḵwxwú7mesh (Squamish). Il loro territorio include la baia di Howe, compresa l'isola di Bowen. Fanno parte del gruppo linguistico dei Salish della costa. La loro lingua è differente dalla lingua halkomelem parlata dai loro parenti del sud, ma molto simile a quella degli affini Shishalk, provenienti da Sechelt.
Nella lingua squamish il nome per Snug Cove è Xwilil Xhwm, che significa "baia". Bowen è ancora utilizzata dagli Squamish e dai Musqueam per cacciare cervi.

### Religione
Le religioni praticate sull'isola sono varie. Sono presenti luoghi di culto appartenenti alla Chiesa cattolica, alla Chiesa Unita del Canada, alla Chiesa Cristiana Congregazionale del Canada e alla Christian Brethren Church.. Inoltre vi sono spesso degli incontri organizzati da unitariani e quaccheri. Vi sono poi frequenti sedute di meditazione buddhiste sia secondo la tradizione Zen che Vipassana. Vi è infine una comunità ebraica che celebra lo Shabbat e altre ricorrenze religiose.

## Cultura

### Cinema
I seguenti film sono stati girati interamente o parzialmente sull'isola di Bowen:
- 1966 I cacciatori di lupi - I pionieri dell'ultima frontiera[6]
- 1976 The Food of the Gods[7]
- 1986 Cro Magnon: odissea nella preistoria
- 1988 People Across the Lake
- 1988 American Gothic[8]
- 1989 Cugini
- 1989 Senti chi parla
- 1990 Due nel mirino
- 1990 The Russia House[9]
- 1993 Another Stakeout[10]
- 1994 Trappola d'amore
- 1995 Premonizioni (Hideaway)
- 1997 All the Winters That Have Been
- 1998 Generazione perfetta[11]
- 1999 Colpevole d'innocenza[12]
- 2001 S.Y.N.A.P.S.E. - Pericolo in rete
- 2004 Rugged Rich and the Ona Ona[13]
- 2005 The Fog - Nebbia assassina[14]
- 2005 Paper Moon Affair[15]
- 2006 The Hitchhiker[16]
- 2006 Il prescelto[17]
- 2008 Are We Still the Ugly American?[18]
- 2008 River[19]
- 2009 The Uninvited[20]
- 2009 Harper's Island

## Economia
Per quanto riguarda il commercio, l'isola ha molte piccole attività, quali bar, negozi di souvenir, drogherie, una farmacia, ristoranti, negozi di fiori ed anche una camera di commercio. I negozi sono concentrati soprattutto intorno a Snug Cove e ad Artisan Square.
Il trasporto marittimo per spostarsi da e verso l'isola comprende un servizio di traghetti della British Columbia Ferries che collega Horseshoe Bay (Vancouver) con Snug Cove, e un servizio di "water-taxi", anche notturno.